# 哈维尔·巴尔德斯·卡德纳斯
哈維爾·巴爾德斯·卡德納斯（西班牙語：Javier Valdez Cárdenas；1967年4月14日—2017年5月15日），墨西哥作家與記者，曾因報導墨西哥毒品戰爭中的販毒與組織犯罪而獲得多項國際大獎。

## 記者生涯
2003年，巴爾德斯·卡德納斯和一些記者離開原任職的報，轉而創立了《Ríodoce》，此週報致力於揭發墨西哥錫那羅亞州的犯罪與腐敗行為，錫那羅亞州被視為墨西哥最暴力的州之一。

### 報道販毒新聞
巴爾德斯·卡德納斯同時也寫了幾本與販毒行為有關的書，其中包括《毒梟小姐》（Miss Narco），書中描述了毒梟與他們的女友、妻子的生活；還有與洛杉磯運毒相關的、《孩子的毒品交易：兒童與青少年在墨西哥販毒》（Ninos y jovenes en el narcotrafico mexicano）等書。
2009年9月，出版了系列文章，題為「殺手：在華雷斯城販毒的刺客教條（Hitman: Confession of an Assassin in Ciudad Juárez）」（據墨西哥安全監督團體2009年調查，華雷斯城為全世界謀殺率最高的地方）。該系列專題結束後幾天，一枚手榴彈被扔進辦公室並爆炸；雖然建築物沒有損壞，也沒有人員傷亡，但兇手仍逍遙法外。

## 獲獎
2011年，巴爾德斯·卡德納斯獲得國際組織保護記者協會（Committee to Protect Journalists）授予國際新聞自由獎，以表彰他捍衛新聞自由的勇氣。他在頒獎典禮上表示，「對於墨西哥所發生的販毒悲劇，我們應該感到羞恥」，他譴責墨西哥毒品戰爭所帶來的傷亡，以及美國與墨西哥政府在背後提供武器的行為。
同一年，紐約哥倫比亞大學授予瑪麗亞摩斯卡波新聞獎，以表彰他們「促進美洲國家之間的理解」。

## 逝世
2017年5月15日中午，卡德納斯在錫那羅亞州库利亚坎辦公室附近遭槍殺，槍手身份不明。